# Jens Stage
Jens Dalsgaard Stage (født 8. november 1996) er en dansk fodboldspiller, der spiller for den tyske bundesligaklub Werder Bremen. Han har tidligere spillet for blandte andre AGF og for F.C. København.
Stage er en alsidig spiller, der oprindeligt var midtbanespiller, men siden også er benyttet som back, midterforsvar, kantspiller, angriber og målmand.

## Klubkarriere
Stage spillede som helt ung i ASA og IF Lyseng, inden han kom til den lidt større klub, Brabrand IF. Her fik han som blot 16-årig debut på klubbens førstehold i 2. division den 3. november 2013 og spillede efterfølgende flere kampe på holdet.

### AGF
I efteråret 2015 fik han mulighed for at træne med AGF's førstehold og gjorde det så godt, at han i den følgende vinterpause fik kontrakt med klubben. Han fik sin førsteholdsdebut for klubben, da han blev skiftet ind i slutningen af kampen mod FC Midtjylland 8. maj 2016.
Han fik efterhånden mere og mere spilletid, og under David Nielsen fik han så meget tillid, at han i 2018 vikarierede som anfører, når Pierre Kanstrup ikke spillede.

### FC København
I sommeren 2019 skiftede han til F.C. København i det, der blev betegnet som en rekordhandel mellem to danske klubber. Han skrev under på en aftale gældende frem til sommeren 2024.
I weekenden i uge 28 2019 blev Jens Stages lejlighed i Aarhus udsat for hærværk og brandstiftelse. En genstand er blevet kastet ind gennem et vindue og skulle ifølge AGF være årsagen til en "mindre brandskade". F.C. København tager på sin hjemmeside afstand til hærværket. AGF har tilbudt Østjyllands Politi, der har påbegyndt en efterforskning af sagen, sin hjælp. Ifølge DR er der ikke sket større skade i lejligheden, da ilden kort efter at være antændt gik ud igen. AGF's direktør Jacob Nielsen udtaler på AGF's hjemmeside, at hvis gerningsmændene "bliver identificeret, og det viser sig, at gerningsmændene har forbindelse til nogle af vores fans, så vil de - udover en civil dom - få livslang karantæne til alle AGF's kampe".
Debuten for F.C. København kom den 14. juli 2019 i en 2-3-sejr ude over Odense Boldklub i Superligaen, hvor han blev skiftet ind efter 69 minutter som erstatning for Robert Skov. Han var også indskifter i sin anden kamp for F.C. København, inden han i sin efterfølgende kamp ude mod AC Horsens startede inde for første kamp og spillede de første 79 minutter.
Han fik sin debut i gruppespillet af UEFA Europa League den 19. september 2019 i en 1-0-sejr over schweiziske FC Lugano.
Han blev i juli 2022 solgt til Werder Bremen. 

## Landsholdskarriere
Han har spillet tre kampe på U/18-landsholdet i 2014, og i august 2018 blev han for første gang udtaget til U/21-landsholdstruppen.
Han blev desuden udtaget til U/21 EM-slutrunden i 2019, der blev afholdt i Italien og San Marino. Her var han i startopstillingen i 3-1 sejren over Østrig i gruppespillet.
A-landshold 15. nov. 2021 VM-kvalifikationskamp mod Skotland i Glasgow 